# Beatzeps

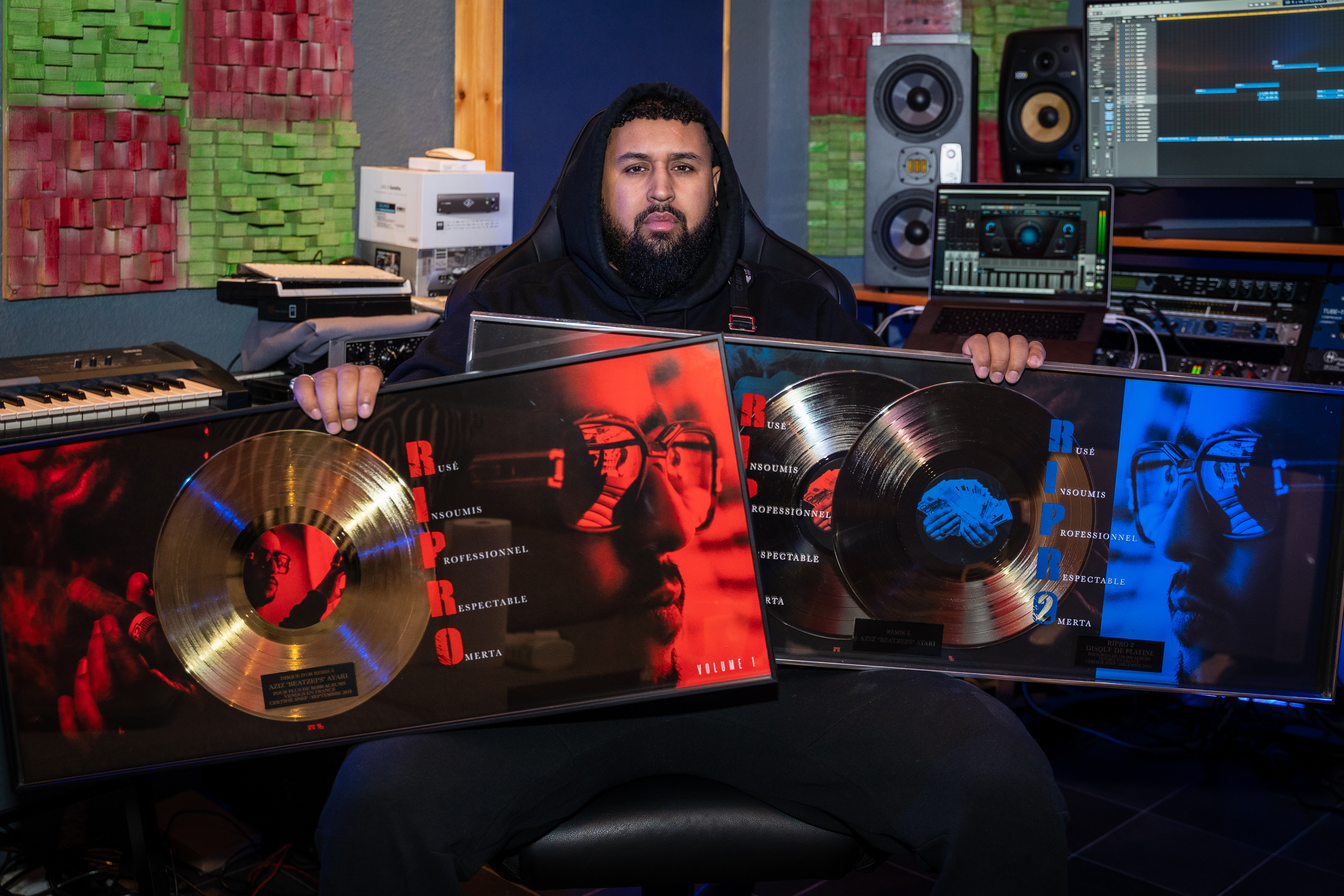
Beatzeps mit Gold- und Doppel-Platin-Auszeichnung

Beatzeps (* 14. August 1990 in Mülheim an der Ruhr; bürgerlich Mouhamed Aziz Ayari) ist ein deutscher Hip-Hop-Produzent, Rapper und Songwriter. Seine Produktionen wurden bereits mehrfach mit Goldenen bzw. Platin-Schallplatten ausgezeichnet.

## Musikalischer Werdegang
Mitte der 2000er Jahre begann er für Rapper aus seinem lokalen Umfeld Mülheim an der Ruhr zu produzieren, 2009 dann auch für Manuellsen.
In den Jahren 2009 und 2010 platzierte er seine ersten Produktionen in Frankreich bei namhaften Künstlern wie Lacrim, L'Algérino, Sadek oder auch Mister You, dies verhalf ihm zu größerer Bekanntheit in der Szene.
Des Weiteren produzierte er weiter für Rapper aus dem Ruhrgebiet, wie Fard, KC Rebell, PA Sports, Hamad 45.
Er gilt als einer der ersten Produzenten in Deutschland, die mit anderen Produzenten wie Miksu, KD-Beatz, Abaz oder auch Cubeatz kollaborierten. Infolgedessen übernahm er 2011 sogar das Management von dem international erfolgreichen Produzenten-Duo Cubeatz, mit denen er An alle Bloxx von Haftbefehl produzierte.
Daraufhin folgten viele weitere Produktionen für Künstler, wie Schwesta Ewa, Eko Fresh, RAF Camora oder Silla. Im Jahr 2018 erhielt er für seine Produktion auf dem Album KKS von Kool Savas den #1 Award der offiziellen deutschen Charts. 2021 wurde er zum Hausproduzenten von Manuellsen, woraufhin sie das Kollaboalbum von Massiv und Manuellsen, Ghetto, produzierten.
Im selben Jahr moderierte er gemeinsam mit Prodycem und Manuellsen die YouTube-Serie Hitcloud.
Am 2. April 2021 veröffentlichte er seine erste eigene Single Bei N8. Zuletzt produzierte er gemeinsam mit Manuellsen in der WHDMH Edition Songs für das Album Mona Liza für die Rapperin Liz.

## Diskografie
- Fard – 60 Bars Las Vegas Edition[19]
- Fard – Einsam[20]
- Fard – S.O.S[20]
- Fard – Dann bist du Häuptling[20]
- Fard – Erinnerungen[20]
- Massiv – Nicht nur deutsche Adler können fliegen[20]
- Massiv – Mit dir durch die Ewigkeit[10]
- Massiv – Ghettoalphabet[20]
- Massiv – Die Nacht wird zum Tag[10]
- PA Sports – Kurzer Prozess[3]
- KC Rebell – Weiße Fee[20]
- KC Rebell – Rotblaues Licht[20]
- KC Rebell – 1,2,3
- KC Rebell – Adler[21]
- KC Rebell – Falsche Schlangen
- Hamad 45 – Last Action Hero
- Nazar – Hochmut kommt vor dem Fall
- Silla – Genau wie du[21]
- Eko Fresh – Der König ist zurück
- RAF 3.0 – Crown Club[20]
- Haftbefehl – An alle Bloxx[20][9]
- Kool Savas – Immer wenn ich rhyme RMX[13]
- GFM – Plaka[22]
- Massiv & Manuellsen – Heimatland[23]
- Liz – Allein Sein[24]
- L’algérino – Amine Amane
- Sadek – Heisenberg[3]
- Sadek – La chute[21]
- Sadek – Roulette Russe[25]
- Lacrim – Chaos[21]
- Lacrim – Espagna[21]
- Lacrim – My Life[21]
- Lacrim – R.I.P.R.O.[21]
- Lacrim – Qu’un homme et fier de l’être[21]
- Lacrim – Sors ton portable
- Lacrim – AWA[26]
- Lacrim – On va tout perdre[21]
- Lacrim – Arab a Miami[20]
- Lacrim – Red Zone[27]